# Eocencyrtus zerovae
Eocencyrtus zerovae (лат.) — ископаемый вид мелких хальцидоидных наездников из семейства Encyrtidae. Обнаружен в эоценовых европейских отложениях (Польша — балтийский янтарь, Украина — ровненский янтарь). 
Вид Eocencyrtus zerovae был впервые описан в 2001 году украинским энтомологом Сергеем Анатольевичем Симутником (Институт зоологии им. И. И. Шмальгаузена НАН Украины, Киев, Украина). Второй ископаемый представитель паразитического семейства энциртиды после ранее описанного вида Encyrtus clavicornis. Название E. zerovae дано в честь крупного гименоптеролога доктора биологических наук Марины Дмитриевны Зеровой (Киев).